# Izunokuni

Izunokuni (伊豆の国市 Izunokuni-shi?) este un municipiu din Japonia, prefectura Shizuoka.